# Сборная Саара по шахматам
Сборная Саара по шахматам представляла Саар на международных шахматных турнирах с 1952 по 1956 года. 

## Выступления сборной

### Шахматная олимпиада
| Шахматная олимпиада | Шахматная олимпиада | Шахматная олимпиада |
| Год                 | Город               | Место               |
| ------------------- | ------------------- | ------------------- |
| 1952                | Хельсинки           | 24 место            |
| 1954                | Амстердам           | 22 место            |
| 1956                | Москва              | 26 место            |

### Матч Швейцария — Саар
Матч Швейцария — Саар прошёл в Цюрихе в 1955 году и завершился крупной победой принимающей стороны 8,5 : 1,5 (на 1-й доске О. Бенкнеру удалось победить Й. Куппера, на 5-й доске Гесснер сумел сделать ничью с П. Леепином).

## Статистика
| Турнир              | Участий | Годы      | Лучший результат |
| ------------------- | ------- | --------- | ---------------- |
| Шахматная олимпиада | 3       | 1952—1956 | 22 место (1954)  |

Сборная Саара на шахматных олимпиадах провела 49 матчей, из которых 14 выиграла и в 8 сыграла вничью. В 1954 году команда сумела пробиться в финал В, что стало её наивысшим достижением.

## Состав сборной
На всех трёх олимпиадах, в которых принимала участие сборная, Саар представляли Отто Бенкнер, Герхард Лорсон и Эрнст Вайксельбаумер. Ещё по одной олимпиаде на счету у 9 саарских шахматистов.